# Boncourt, Eure

Boncourt este o comună în departamentul Eure, Franța. În 1 ianuarie 2022 avea o populație de 186 de locuitori.